# 샤블리 포도주
| 타입       | AOC(Appellation d'origine contrôlée) |
| 지정연도   | 1938                                 |
| 국가       | 프랑스                               |
| 지역       | 부르고뉴                             |
| 전체면적   | 6,834 헥타르                         |
| 실생산면적 | 4,820 헥타르                         |
| 포도품종   | 샤르도네(Chardonnay)                 |

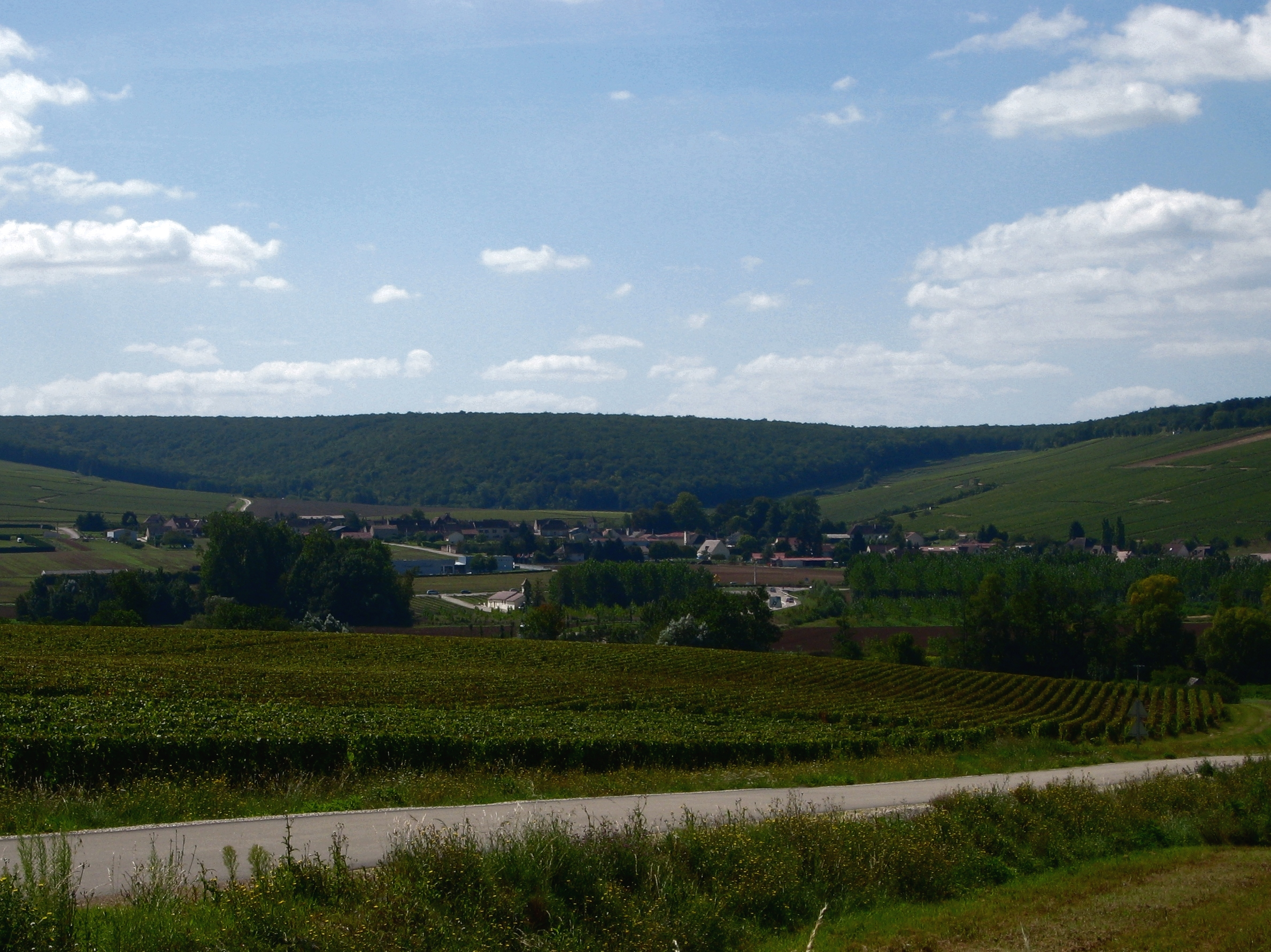
부르고뉴, 샤블리지역의 포도밭
[샤블리 포도 생산지]

샤블리(Chablis) 지역은 프랑스 부르고뉴의 최북단에 위치한 와인 생산지이며, 부르고뉴의 다른 지역들보다 샹빠뉴 지방에 가깝다. 이 지역의 서늘한 기후 때문에 샤블리 와인은 따뜻한 기후의 샤도네이에 비해 산도가 강하고 과일향이 적어 무감미(flinty)하다고 표현된다. 뿐만 아니라 석회질 토양에서 자란 포도를 사용하기 때문에 미네랄 특성(부싯돌이라고 표현; gunflint)이 잘 살아있다. 대부분 샤블리의 와이너리들은 오크배럴 대신 스테인레스발효조를 사용하여 와인을 숙성한다. 와이너리의 스타일에 따라 짧은 시간 오크배럴에서 숙성 후 스테인레스발효조에서 추가적으로 숙성하는 경우도 있다.

## 위치

샤블리는 프랑스 부르고뉴 주(레지옹:Region) 욘(Yonne) 데파르트망(Department)의 수도인 오세르(Auxerre)로부터 동쪽으로 약 16km 떨어진 곳에 위치하고 있다. 샤블리보다 더 북단에 위치한 와인 생산지는 샹파뉴(Chanmpange)와 알자스(Alsace) 뿐이다. 이 지역은 약 15km*20km의 넓이이며, 쓰렝 강(Serein river) 따라 위치하고 있다. 이 지역의 토양은 키메르지안(Kimmeridege clay)이라는 석회질 층으로 이루어져 있다. 이 지역의 그랑크뤼 포도밭은 샤블리 북단의 남서향 언덕에 위치하고 있다.

## 기후와 지형
샤블리는 프랑스의 북동쪽에 위치하고 있으며 부르고뉴 지방의 최북단 와인 산지이다. 하지만 이 지역은 Morvan hills에 의해 Côte d'Or 지역과 분리되어 있으며, 주요 부르고뉴 와인 산지인 본(Beaune) 지역과는 약 100km 떨어져 있다. 이러한 지리적 위치에 의해 샤블리는 남부 지역과 구별되는 특성을 가지고 있으며, 샹파뉴(Chanmpagne) 지역의 기후와 더 많은 공통점을 가지고 있다. 

### 기후
이는 약한 대륙성 기후로 여름철은 상당히 덥고, 겨울은 혹독하게 춥고 서리가 내리며 5월초까지 지속된다. 특히 강수량이 많고 추울수록 와인의 산도가 극심하게 높아지게 되며, 지나치게 따뜻한 경우 산도가 과하게 낮아진다. 1972년은 과한 서리로 인해 샤블리 와인 사상 최악의 빈티지로 꼽힌다.

### 지형
샤블리는 파리 분지(Paris Basin)의 동쪽 가장자리에 위치하고 있는데, 이 지역의 가장 오래된 토양은 쥬라기 시대의 것으로 약 1억 8천만년 이전에 형성된 것이다. 이는 키메르지안(Kimmeridge)이라고 불리는 석회성 토양으로, 모든 샤블리 그랑크뤼 밭과 프리미에 크뤼 밭은 키메르지안 토양을 기반으로 하고 있으며 이로 인해 특유의 미네랄 향을 가지고 있다. 쁘띠 샤블리 밭의 경우 상대적으로 어린 Portlandian 토양을 기반으로 하고 있으며, 구조는 키메르지안과 유사하다. 

## 역사

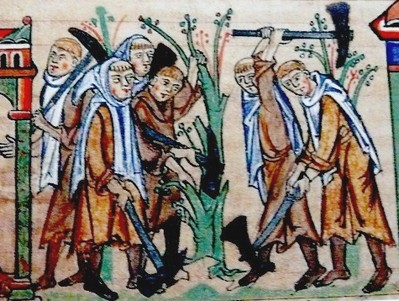
Cistercian

중세 귀족들의 증여와 십자군전쟁에 참가한 기사들의 헌납으로 부르고뉴의 많은 포도밭들이 수도원의 소유가 되었다. 11세기 베네딕틴수도원에서 분파한 ‘시토’(Cistercian) 수도사들은 쓰렝 강(Serein river)을 따라 포도밭을 조성했으며, 작은 포도밭 하나까지 토양을 분석하고 기후가 포도와 와인에 미치는 영향을 연구했다. 1245년, 연대기 기록가 Salimbene di Adam이 ‘샤블리 와인’에 대한 개념을 서술하였다. 샤르도네는 12세기 최초로 샤블리 지역에서 재배되다가 다른 부르고뉴 지방으로 확산되었을 것으로 판단된다. 
욘(Yonne) 강을 따라 세느(Seine) 강으로 운반이 가능했던 샤블리 와인은 파리 와인 시장에서 독점적으로 공급되었다. 17세기, 영국이 대량으로 샤블리 와인을 수입하기 시작했고, 19세기에 도달해서는 약 4만 헥타르의 포도밭이 샤블리에 조성되었다. 또한 일부 샴페인 생산자들은 샤블리를 양조에 활용하기도 했다.
프랑스 혁명에 따라 수도원에서 관리하던 포도밭들이 국유재산(biens nationaux)으로 귀속되고 경매를 통해 판매되었다. 포도밭의 새로운 소유자들은 대부분 지역출신의 소규모 포도재배자들이었다. 영국의 와인 시장은 점점 더 확장되었다. 19세기, 톨스토이는 소설 ‘안나 카레리나’에서 러시아 상류사회가 샤블리 와인을 애호하는 모습을 여러 차례 서술하기도 했다.
19세기 후반은 샤블리 와인의 어두운 시기였다. 첫째로, 프랑스 전역을 연결하는 열차 시스템이 도입됨에 따라 샤블리보다 저가의 와인들이 파리로 공급되기 시작했다. 뿐만 아니라 포도 나무 질병의 일종인 오이듐(Oidium)이 1886년부터, 그리고 필록세라(Phylloxera)가 1887년부터 확산되었고 필록세라를 퇴치하는데 거의 15년이 소요되었다. 당시 샤블리 지역의 많은 포도 재배자들이 양조를 포기하였고, 초기 20세기 포도밭의 면적이 현격하게 줄어들어 약 500헥타르만 남게 되었다. 
20세기부터 기술의 발전에 따라 선선한 기후의 북쪽 지방 와인의 생산성이 높아지고, 품질 또한 개선되었다. 1938년부터 INAO(Institut National des Appellations d'Origine, 국립원산지명칭위원회)가 AOC(Appellation d'origine controlee, 원산지 통제 명칭)라는 규제를 만들었고, 와인양조 기준(알코올 함량, 포도품종, 재배방법)을 농산부령으로 관리하기 시작했다. AOC는 ‘샤블리’라는 이름을 보호하기 위해 만들어졌는데, 이미 그 당시에 ‘샤블리’라는 명칭이 전세계의 포도 품종에 부적적하게 사용되고 있었기 때문이다. 전세계적인 샤르도네 붐이 20세기 중반 일어남에 따라, 샤블리 포도밭은 다시 급격히 늘어나게 되었고, 2004년 약 4000 헥타르까지 확대되었다. 

## 포도재배

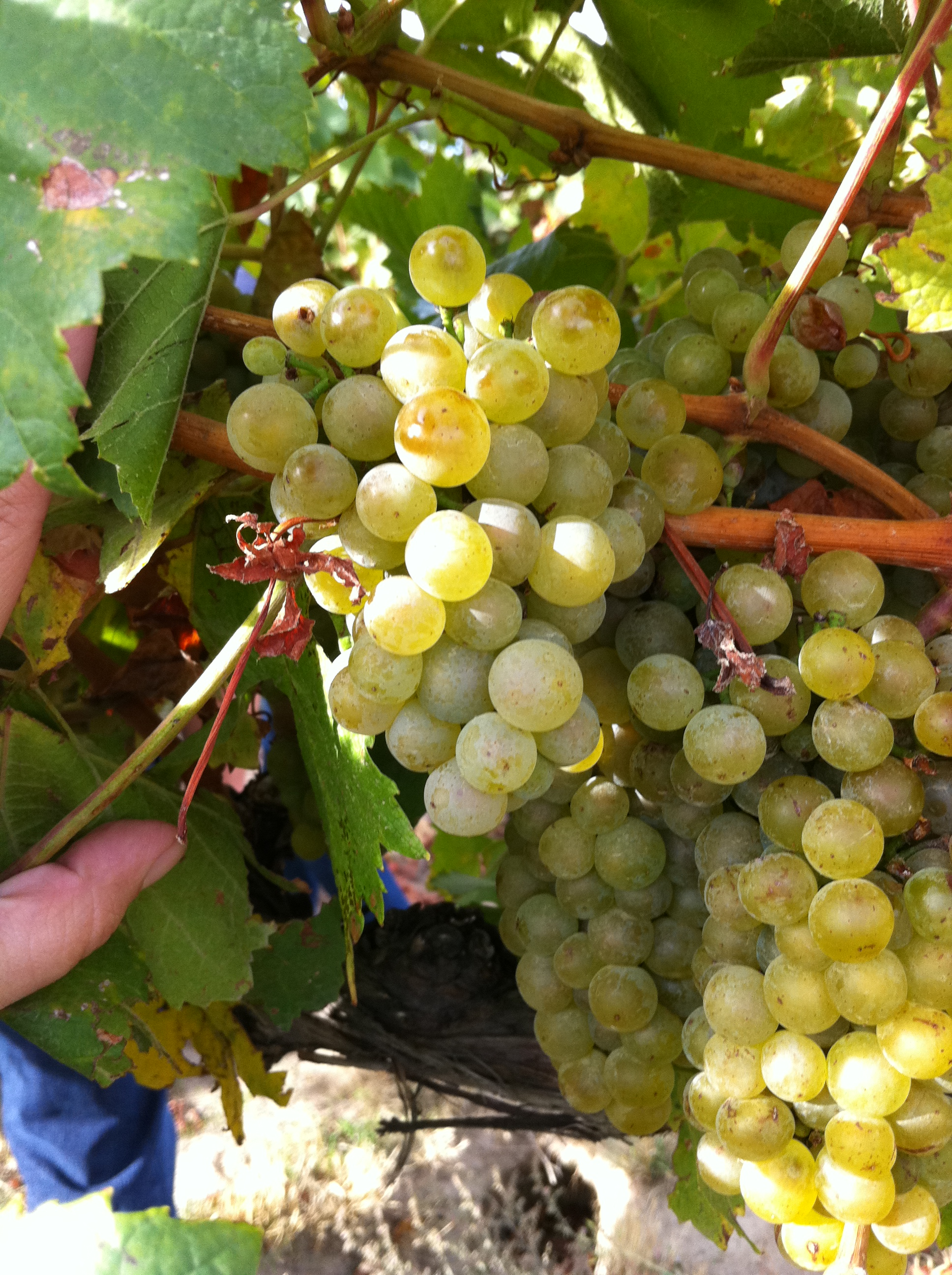
Chardonnay

샤블리 지역의 포도재배자들이 가장 크게 고려하는 것은 서리 피해를 최소화하는 것이다. 샤블리 포도는 3~5월 마다 주기적으로 발생하는 서리에 매우 취약하여 매년 생산량에 큰 영향을 받는데, 이에 따라 많은 포도 재배자들이 경제적 리스크를 해소하기 위해 복작(같은 시기에 한 토지에 두가지 이상의 곡식이나 채소를 심는 농작법) 방식으로 전환하였다. 1957년의 서리 피해는 특히 극심하여, 오직 132병의 와인만이 생산되었다고 기록되어 있다. 
1960년대에 훈증용기(Smudge pot)나 살수 시스템(aspersion irrigation) 등 서리 피해를 방지하는 기술이 발달하였다. 훈증용기란 단지에 연기를 피우면 연기가 담요 역 할을 하여 열이 밖으로 빠져나가지 않게 하는 것이다. 살수 시스템은 서리예보가 있을 때 스프링클러로 물을 뿌려 물이 얼음으로 되는 과정에서 코팅(이글루) 효과를 발생시키는 것이다. 하지만 지속적으로 물을 뿌릴 경우 포도나무 자체에 피해를 입힐 수 있어 주의해야 한다. 
우박에 대한 보호책은 아직 개발되지 않았으며, 2016년 우박 때문에 샤블리 지역은 큰 피해를 보았다.
수확 시기에 AOC는 밭의 등급마다 최소 알코올 농도 기준을 명시하는데, 그랑크뤼의 경우 11% 이상, 프리미에 크뤼는 10.5% 이상, 그리고 나머지 지역의 경우 9.5% 이상이 되어야 한다. 그랑쿠뤼 생산량은 에어커 당 3.3톤으로 제한되어 있다. 수확 방법에 대한 공식적인 규정은 없으나 대부분 그랑크뤼의 와인 생산자들은 손으로 포도를 수확하는 방식을 선호하는데, 이는 이것이 더 섬세하고 잘 익은 포도를 선별하기에 적합하기 때문이다. 나머지 샤블리 지역의 경우 21세기 이후에는 약 80%의 밭이 기계적 수확 방식을 도입하고 있다. 

## 와인 양조
20세기 들어서 와인 양조에도 많은 기술적인 발전이 있었는데, 그 중에서도 가장 괄목할만한 것은 발효 온도의 조절과 유산 발효(Malolactic Fermentation)를 조절하는 것이다. 과거 샤블리와인은 오래된 목재 배럴(feuillette)에서 발효 되었는데, 이는 다른 오크 배럴 숙성과정에서 나타나는 향(바닐라, 시나몬, 코코넛 등)과는 차이가 있었다. 하지만 오래된 배럴의 경우 위생상태를 관리하기가 쉽지 않았고 변색 등이 일어나기도 했다. 이런 문제를 극복하기 위해 스테인리스 발효조가 도입되었고, 이로 인해 발효온도도 조절할 수 있게 되었다. 
하지만 후기 20세기부터 일부 와인양조자들은 다시 오크통을 사용하기 시작하였고, 이것은 논쟁을 불러일으켰다. 전통을 중시하는 와인양조자들은 오크통의 사용은 ‘샤블리 스타일’에 위배되는 것이라며 강하게 반발했지만, 현대주의적인 스타일을 추구하는 양조자들은 신세계 샤르도네의 확산을 방지하기 위해 이 방식의 도입이 필요하다고 주장했다. 
매우 극소수의 샤블리 양조자들만이 발효와 숙성과정 모두에서 오크통을 사용한다. 그랑크뤼와 프리미에 크뤼는 대부분 오크통에서 발효가 되는데, 이는 해당 품종의 포도들이 오크에 영향을 많이 받지 않을 정도로 훌륭하다고 간주되기 때문이다. 기본 AOC 샤블리나 쁘띠 샤블리의 경우 오크통에서 발효되는 경우는 거의 없다. 
20세기에는 설탕을 첨가하는 방식이(chaptalization) 확산되었지만, 근래에 들어 포도 자체의 당분 함량이 높아짐에 따라 이 방식을 사용하는 양조장은 감소하였다.

## 와인 특성

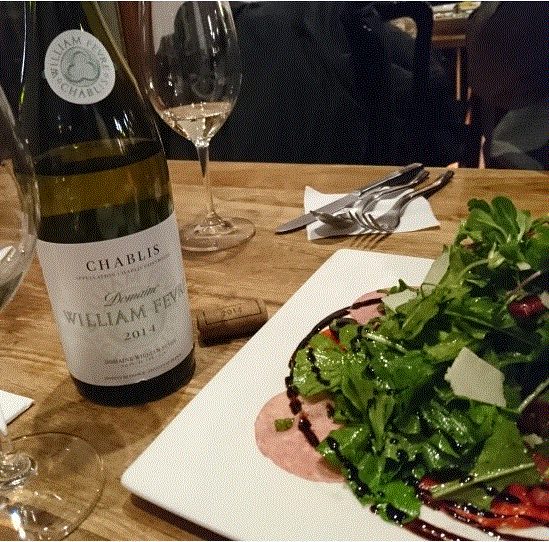
샤블리 와인

모든 샤블리는 100% 샤르도네 품종으로 만들어지며, 단순한 스타일의 양조기술을 선호하기 때문에 가장 순수한 샤르도네의 특성을 간직하고 있다. 샤블리 양조자들은 석회 토양 및 서늘한 기후의 떼루아에 의한 높은 산미감을 부각시키고자 노력한다. 샤블리 와인은 옅은 녹색에 노랑빛을 띄며 투명한 특성을 가지고 있고, 청사과 같은 산미를 가지고 있다. 숙성됨에 따라 이러한 산미는 완화될 수 있고, 샤블리는 샤르도네 중 가장 보관 기간이 긴 와인이다. 이는 종종 무감미, 혹은 부싯돌의 향, 혹은 쇠 맛이 난다고 표현된다. 일부 샤블리는 젖은 돌의 향을 가지고 있는데, 일정 기간이 지난 후에는 꿀향으로 변한다. 대부분 부르고뉴의 화이트 와인처럼 샤블리는 병 속에서 숙성됨에 따라 더 좋아지게 된다. 물론 생산자의 스타일과 빈티지가 영향을 미칠 수 있지만, 대부분의 그랑크뤼 샤블리는 약 15년, 프리미에 크뤼는 최소 10년 정도 숙성될 수 있다. 

## AOC
샤블리 AOC는 1938년 1월 13일에, 쁘띠 샤블리 AOC는 1944년 1월 5일이 되어서야 지정되었다.  샤블리 지역의 모든 포도밭은 4개의 등급으로 분류되는데, 이는 토양의 성분과 와인밭의 경사에 따라 구별된다. 
가장 최상등급은 7개의 그랑크뤼 밭이며, 2등급인 프리미에 크뤼 밭은 21세기 들어 약 40개 (750헥타르)로 지정되어 있다. 3등급 AOC 샤블리는 약 2,860헥타르로 샤블리 지역에서 가장 넓은 비중을 차지하며 와인 생산자와 빈티지에 따라 다양한 특성을 나타낸다. 가장 하위 등급은 프띠 샤블리로 2004년 기준 약 560헥타르에서 재배되었다. 
토양 성분과 경사가 와인의 품질을 결정하는데 가장 중요한 역할을 하는데 대부분의 그랑퀴리와 프리미에 크뤼 밭은 쓰렝(Serein) 강 유역 언덕에 위치하고 있다. 특히 그랑크뤼 밭은 남서향 언덕에 위치하고 있어 태양 빛을 최대로 받을 수 있다. 대부분의 프리미에 크뤼 밭은 남동향 언덕에 위치하고 있다. 

### 샤블리 그랑크뤼

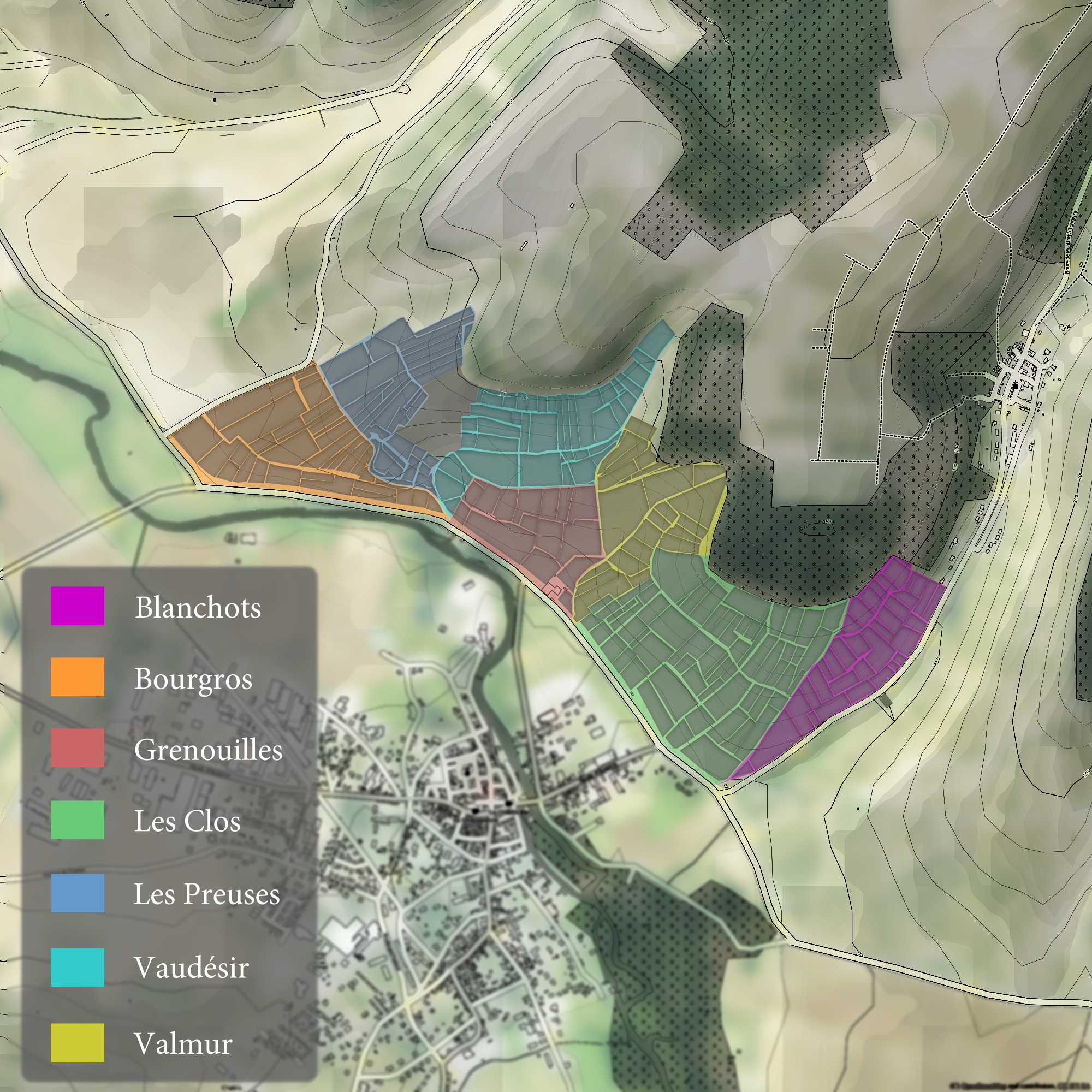
Chablis Grand Crus

샤블리에는 INAO로부터 인정받은 7개의 그랑크뤼 밭이 있고, 전체 면적은 약 100헥타르이며 연간 전체 샤블리 생산량의 약 3%를 차지한다. 모든 밭이 남서향의 언덕, 해발고도 약 150~200미터에 위치하고 있다. 그리고 추가로 그랑퀴르는 아니지만 레 프뢰즈(Les Preuses)와 보데지르(Vaudésir) 사이에 위치한 라 무톤(La Moutonne) 또한 비공식적으로 BIVB(Bureau Interprofessionnel des Vins de Bourgogne)에 의해 그랑크뤼 급이라고 인정되고 있다. 
각각의 그랑크뤼는 떼루아에 의한 독특한 특성을 가지고 있다. 

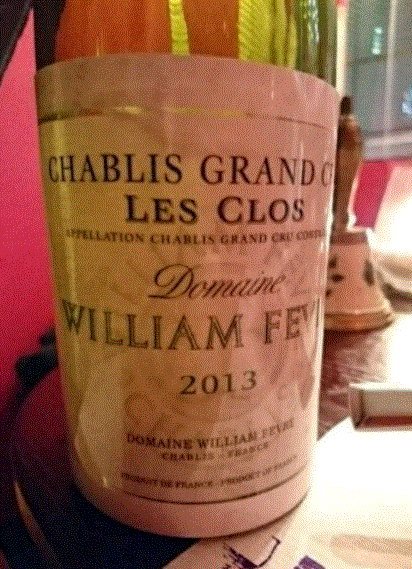
Chablis Grand Cru Les Clos

1) 부그로(Bougros): 가장 북서에 위치, 밭이 고도가 낮은 지역에 위치해 서리의 위험에 잘 노출됨. 풍미는 그랑크뤼 중 가장 부드러운 편 / 원만함, 미네랄, 부드러움 
2) 프뢰즈(Les Preuses): 경사가 원만하여 상대적으로 깊은 표층토를 가지고 있음. 부서진 돌조각이 산재해 배수가 잘 되는 편. 가장 태양 빛을 많이 받아 풀바디 와인이 생산됨. 아로마틱하기 보다는 상큼한 편 / 길고 개성 강하며 장기 숙성 가능
3) 보데지르(Vaudésir): 계곡 내 오목한 부분에 위치하고 있어 공기 순환이 적고 더운 여름 열기가 고스란히 전달됨. 부케보다는 우아한 floral 경향을 보임 / 생동감, 꽃향, 스파이시함
4) 그루누이유(Grenouilles): 쓰헹(Serein) 강 위 급한 경사면에 위치하고 있으며 하부-상부 두 부분으로 나누어짐. 토양도 깊고 경사면 쪽에서 나온 와인이 상대적으로 미네랄 특성을 가지고 있음 / 꽃향, 과일맛, 기름짐
5) 발뮈르(Valmur): 그루누이유와 레 클로 사이에 위치한 밭으로 양 계곡 사이에 갇혀 있어 공기 순환이 적고 여름날 열기가 높음. 추운 겨울에는 차가운 공기가 상대적으로 더 오래 머무는 지형임. 보데지르밭과 비슷한 조건을 가지고 있으나 와인 풍미는 보데지르보다 상대적으로 덜 아로마틱함 / 미네랄, 과일맛, 균형 
6) 레끌로(Les Clos): 가장 넓은 밭이며, 수도승에 의해 최초로 샤블리에 포도가 재배된 곳임. 지표 층은 흰 진흙질 토양으로 구성되어 있으며, 아래 80cm 정도에 석회질층이 위치하고 있음. / 미네랄, 강함, 숙성력 강함
7) 블랑쇼(Blanchot): 남동향의 가파른 언덕지형. 공기흐름이 좋고 태양이 빨리 지는 서늘한 지역으로 섬세한 특성을 가짐. 따라서 오크 숙성은 잘 하지 않음 / 가장 섬세하고 향기로움
샤블리그랑크뤼연합(UGCC; The Union des Grand Crus de Chablis)는 2000년 3월 설립되었으며, 그랑크뤼 밭 소작농으로 구성되어 있다. 이는 그랑크뤼 샤블리의 품질을 개선하는 목적 하에 설립되었으며, 양조자들은 품질 보증을 위해 매년 UGCC에 테이스팅 목적의 와인을 제출 해야 한다. 이는 블라인드 테이스팅 방식으로 진행된다. 

### 샤블리 프리미에 크뤼

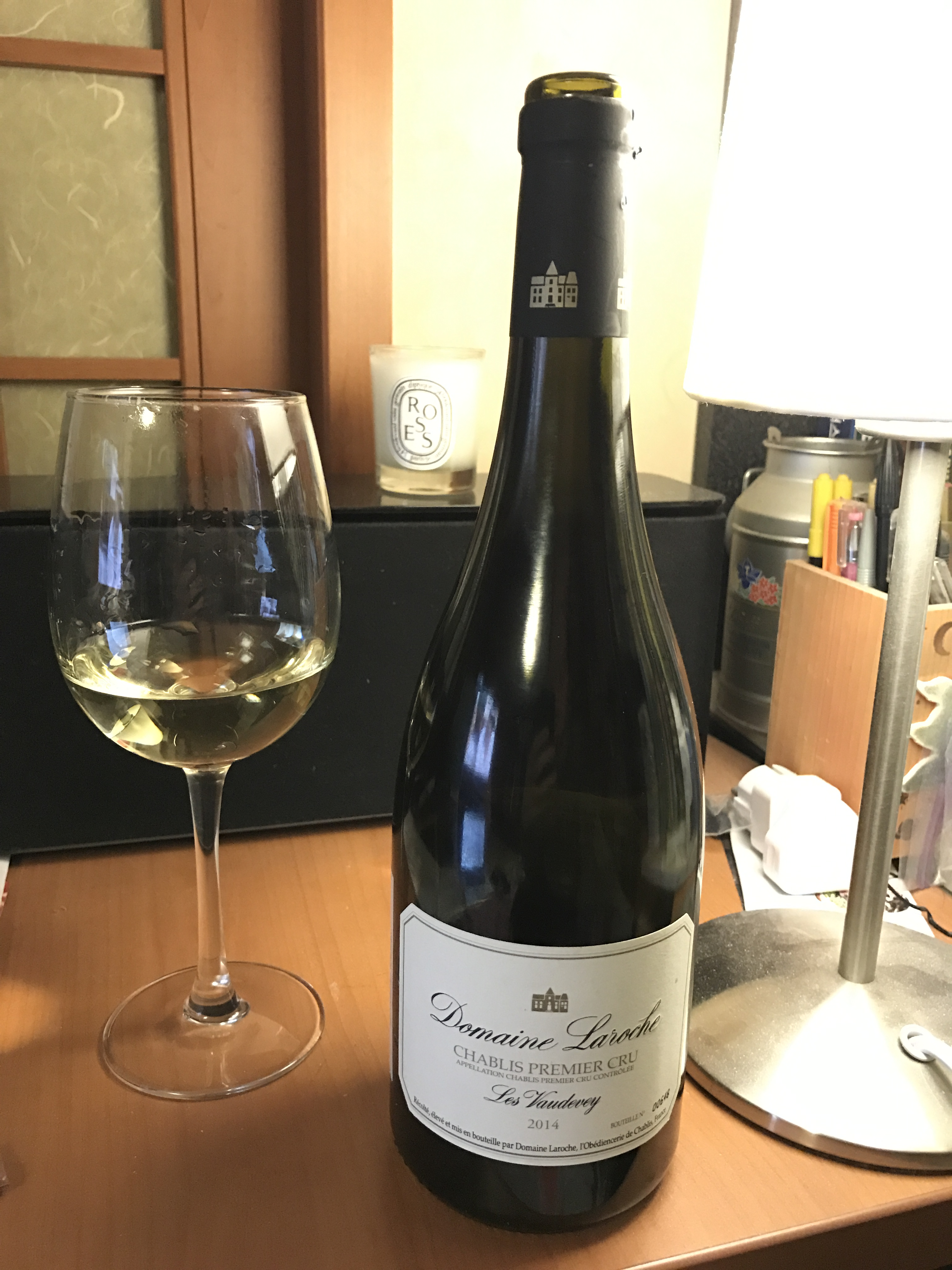
Chablis Premier Cru

약 40개의 샤블리 프리미에 크뤼 밭이 있는데, 이 중 많은 밭들의 이름은 와인 라벨에 표시되지 않는다. INAO는 “umbrella names”를 사용하도록 허용하는데, 이는 소규모이며 덜 유명한 밭들이 인근의 유명한 프리미에 크뤼 밭의 이름을 사용하도록 허용하는 것이다. Umbrella 밭의 예로는 Mont de Milieu, Montée de Tonnerre, Fourchaume, Vaillons, Montmains, Beauroy, Vaudevey, Vaucoupin, Vosgros, Les Fourneaux, Côte de Jouan, Les Beauregards 등이 있다. 보편적으로 프리미에 크뤼 와인은 그랑크뤼 와인에 비해서 약 0.5% 알코올 함량이 적으며 아로마 향과 맛이 약한 편이다. 